# Sint-Joriskerk (Loučná Hora)

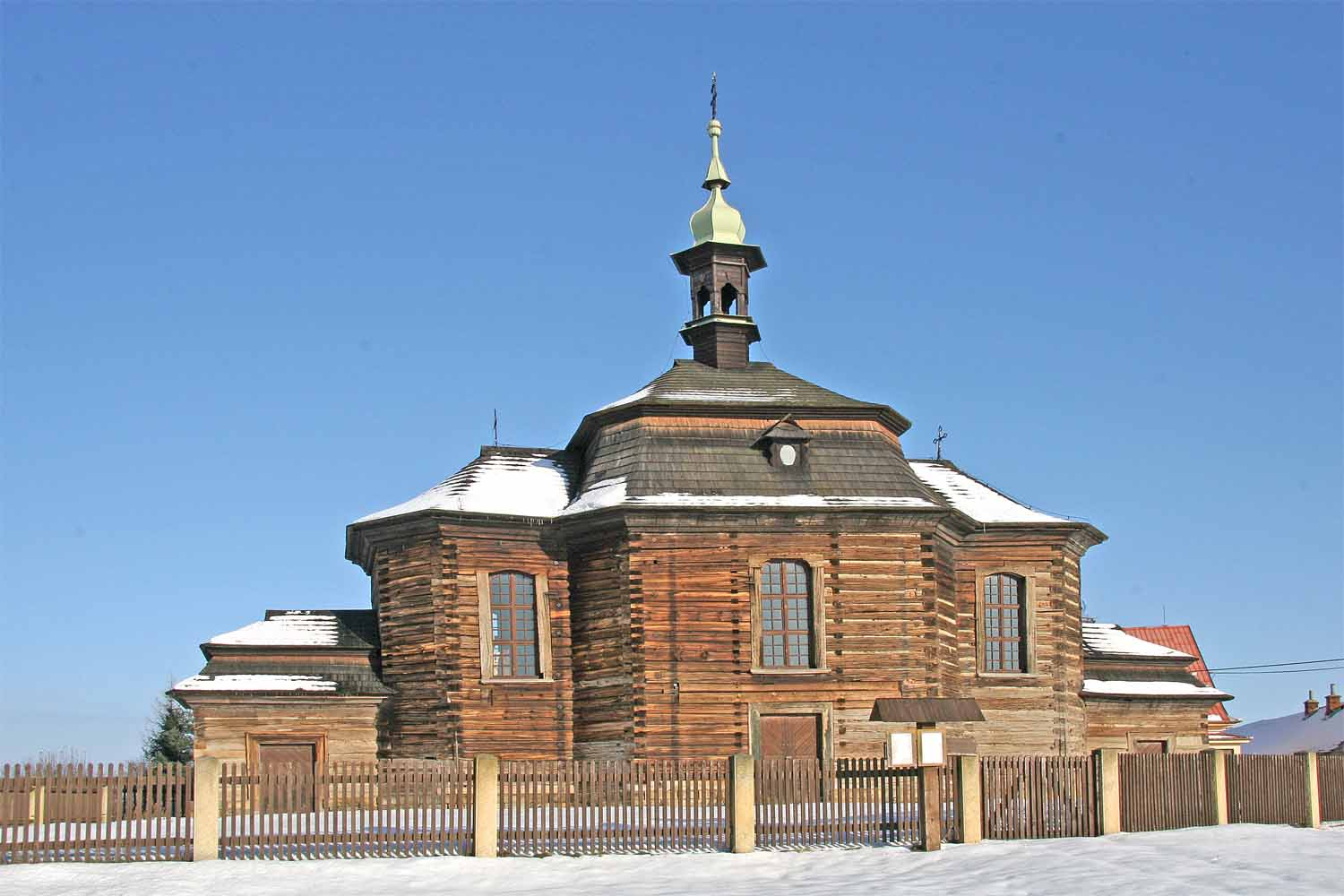
De Sint-Joriskerk in Loučná Hora

De Sint-Joriskerk (Tsjechisch: Kostel svatého Jiří) is een kerk in het dorp Loučná Hora in de Tsjechische gemeente Smidary. De aan de heilige Joris gewijde kerk werd gebouwd tussen 1778 en 1782. De kerk, die geheel uit hout bestaat, is gebouwd in barokstijl.